# Powierzchnia sprzedaży

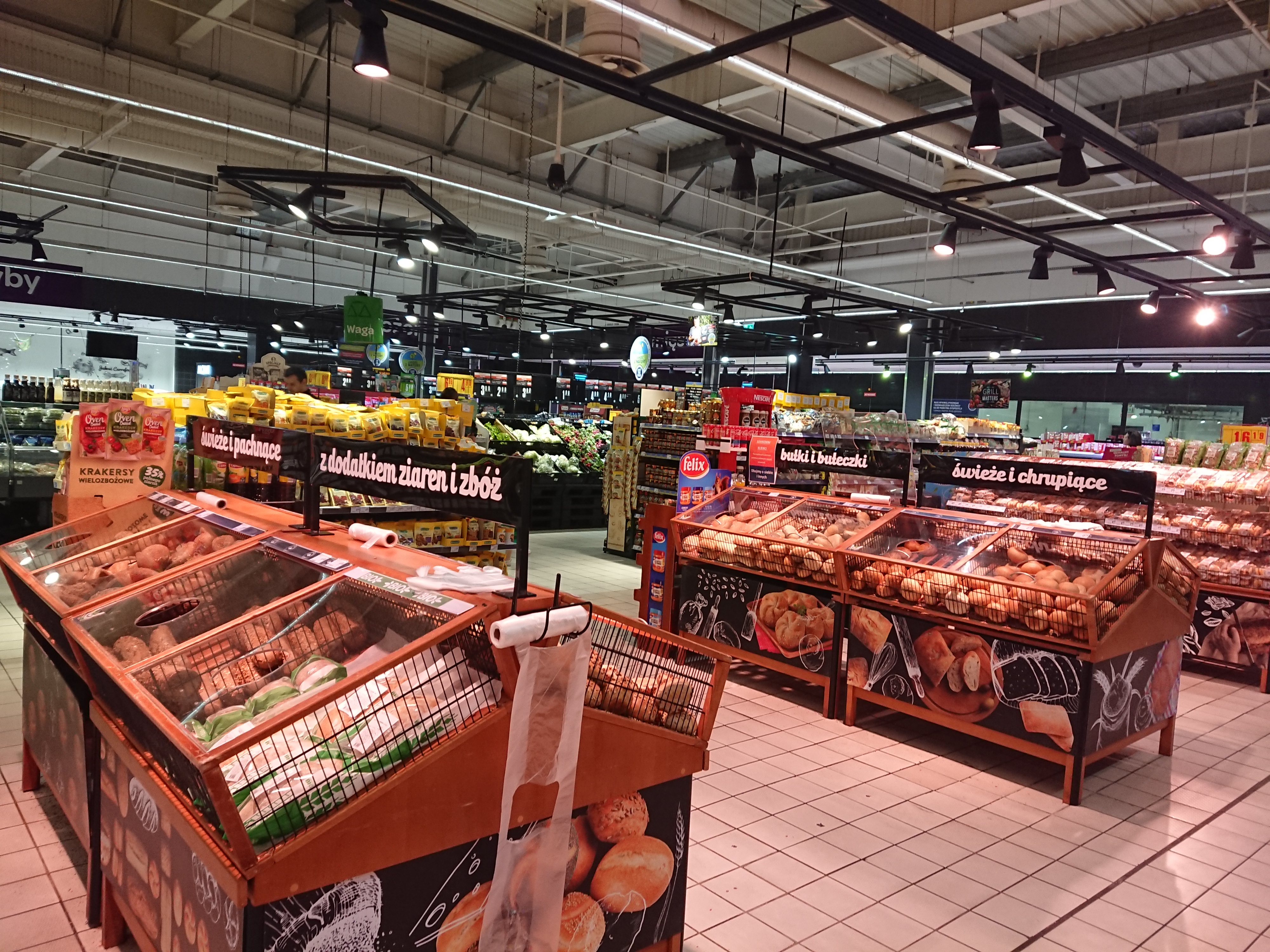
Fragment powierzchni sprzedaży w hipermarkecie

Powierzchnia sprzedaży – część ogólnodostępnej powierzchni obiektu handlowego stanowiącego całość techniczno-użytkową, przeznaczoną do sprzedaży detalicznej, w której odbywa się bezpośrednia sprzedaż towarów (bez wliczania do niej powierzchni usług i gastronomii oraz powierzchni pomocniczej, do której zalicza się powierzchnie magazynów, biur, komunikacji, ekspozycji wystawowej itp.). Pojęcie to zostało zdefiniowane w ustawie z dnia 27 marca 2003 r. o planowaniu i zagospodarowaniu przestrzennym (Dz.U. z 2022 r. poz. 503), a później przyjęte w nieobowiązującej już ustawie z dnia 11 maja 2007 r. o tworzeniu i działaniu wielkopowierzchniowych obiektów handlowych, regulującej zasady tworzenia i działania wielkopowierzchniowych obiektów handlowych.